# Antonio Cagnoli
Pour les articles homonymes, voir Cagnoli.
Antonio Cagnoli, né à Zante le 29 septembre 1743 mort à Vérone le 6 août 1816, est un homme politique et scientifique vénitien.

## Biographie
Fils d'Ottavio Cagnoli, Antonio Cagnoli poursuivit des études littéraires et diplomatiques. Il était le secrétaire du gouverneur pour la Vénétie, des îles Ioniennes. Il est entré à la chancellerie de la république de Venise, dès l'âge de quinze ans, en suivant la carrière diplomatique de son père.  En 1767, il devient chancelier du capitaine de Bergame, puis secrétaire de l'ambassadeur de la Vénétie Marco Zeno, d'abord à Madrid en 1772 , puis à Paris en 1775.
Il se consacra à l'astronomie sous la férule de Joseph Jérôme Lefrançois de Lalande. Certaines de ses recherches furent  publiées dans les Memoires de l'Académie Royale des Sciences. Il collabora aussi à l'Encyclopédie methodique. En 1781, il se constitua un petit observatoire personnel avec divers instruments à Paris Rentré à Vérone en 1786, il abandonna la carrière diplomatique et transféra depuis Paris tous ses instruments pour fonder l'observatoire veronais de la via Quattro Spade, dans le palais XVIIe du numéro 18 d'après son collègue de Vicenza, Giuseppe Toaldo. Il poursuivit ses recherches et publia divers travaux de mathématiques et d’astronomie, dont une méthode pour déterminer les longitudes qui fut primée par l'Académie Royale des sciences de Copenhague. La même année il publia Trigonometria piana e sferica et devient membre des plus célèbres institutions scientifiques. Le 30 novembre 1796, il succède à Lorgna comme président de l'Académie nationale des sciences, et fut réélu deux autres fois à cette charge, malgré les turbulences politiques que connaissait alors la République cisalpine.
En 1797, Napoléon Bonaparte l'indemnisa pour la perte de l'observatoire de Vérone, à cause de la guerre, et après avoir offert une subvention à la Société, décréta la distribution des instruments rescapés entre l'école d'ingénierie et les observatoires astronomiques de Brera et de Bologne. Cagnoli en 1798 , obtient la chaire d'Analyse Mathématique à l'école militaire de Modène, un poste qu'il a occupé jusqu'en 1807. Il y a fondé un cercle culturel pour la diffusion des idées républicaines. En 1802 , il a été choisi pour représenter l'école lors de la consulte de Lyon, qui permit la constitution de la République italienne. En 1807, il a publié Le catalogue de 501 etoiles, important travail auquel il s'est longtemps consacré. Toujours en 1807, il est retourné à Vérone, où il mourut en 1816.

## Honneurs
L'astéroïde (11112) Cagnoli lui a été dédié.